# Страйк Пульмана
Страйк Пульмана – загальнонаціональний страйк залізничників в Сполучених Штатах Америки, тривав з 11 травня до 20 липня 1894 року. 
Цей страйк є поворотним моментом для трудового законодавтства у США .  
Компанія Пульман Пелес Кар (англ. - Pullman Palace Car), основна залізнична компанія того часу, зменшила заробітну платню працівників, не змінюючи вартість оренди та ціни в місті Пульман, окремо побудованому на півдні Чикаго, Іллінойс.

## Передумови страйку
Паніка 1893 року спричинила суттєве падіння попиту на продукцію Пульман Пелес Кар і, як результат - зменшення прибутків компанії. 
Зменшити витрати компанія вирішила за рахунок зменшення заробітної платні працівників.  При цьому вартість витрат залишались незмінними, оскільки працівники повинні були проживати в місті Пульман, то вартість комунальних вистрат та оренди були важливими.
Серед причин страйку були: недостатньо демократична політика в місті Пульман, завищені ціни на воду та газ, а також відмова компанії продавати будинки у власність працівникам. 
У 1893 році Юджином В. Дебсом була створена Спілка Працівників Залізниці (ARU) – об'єднання некваліфікованих працівників залізниці. 
Коли компанія Пульмана відмовилась від будь-яких перемовин з СПЗ,  профспілка виступив проти Компанії Пульмана та федерального уряду Сполучених Штатів під керівництвом Гровера Клівленда. Страйк та бойкот зачепили більшість вантажного та пасажирського на захід від Детройту, штат Мічиган.

## День Праці
У 1894 році в спробі дійти згоди з профспілкою після страйку, президент Гровер Клівленд і Конгрес призначили День Праці (США)  федеральним святом. Конгрес призначив дату святкування через шість днів після того, як страйк закінчився.  

## Зовнішні посилання
https://www.chipublib.org/browse/chicago-history/